# Black Market Music
Black Market Music es el tercer disco del grupo inglés Placebo, producido y publicado en el año 2000.
Para un sector de sus seguidores, este disco representa el apogeo del grupo y posiblemente, el mejor que haya creado Placebo en toda su carrera musical. Con sonidos más cercanos al rock-pop (como por ejemplo: «Taste in Men» y «Special K») y aportes de la música electrónica, específicamente del dance, completan un ciclo de progreso musical. Los sencillos del álbum son: «Taste in Men», «Slave to the Wage», «Special K» y «Black-Eyed».

## Lista de canciones
1. «Taste In Men» -4:15
2. «Days Before You Came» -2:33
3. «Special K» -3:52
4. «Spite & Malice» -3:38
5. «Passive Aggressive» -5:25
6. «Black-Eyed» -3:47
7. «Blue American» -3:31
8. «Slave to the Wage» -4:06
9. «Commercial for Levi» -2:20
10. «Haemoglobin» -3:46
11. «Narcoleptic» -4:22
12. «Peeping Tom» -14:10

- Contiene la pista oculta «Black Market Blood».

## Créditos
| Placebo - Brian Molko – voz, guitarra eléctrica, teclados, bajo de 6 cuerdas, producción, mezclador - Stefan Olsdal – coros, bajo, bajo de 6 cuerdas, guitarra, teclados, producción, mezclador - Steve Hewitt – batería, percusiones, producción, mezclador Músicos de sesión - Bill Lloyd – bajo en «Peeping Tom» - Severe Loren – coros en «Taste in Men» y «Special K» - Dimitri Tikovoï – programaciones de cuerdas - Justin Warfield – rapero en «Spite & Malice» | Producción - Ian Cooper – masterización - Paul Corkett – producción, mezclas - Dare Mason – producción - Lorraine Francis – ingeniero - Scott Kannberg – samples - Rob Ellis – arreglos de cuerdas - Paul Collins – arte en cubierta - Kevin Westenberg – foto de cubierta |